# Parafia św. Izydora w Drążdżewie
Parafia pw. Świętego Izydora w Drążdżewie – parafia rzymskokatolicka należąca do dekanatu Krasnosielc, diecezji łomżyńskiej, metropolii białostockiej. 
Erygowana w 1911 roku. Jest prowadzona przez księży diecezjalnych.
Zabytkowy kościół z XVIII w. został przeniesiony do Sierpca w 2007 r. Nowy kościół wybudowano latach 1993-1997.

## Obszar parafii

### Miejscowości i ulice
W granicach parafii znajdują się miejscowości:

- Drążdżewo Małe,
- Budy Prywatne,
- Drążdżewo-Kujawy,
- Drążdżewo,
- Drążdżewo Nowe,
- Elżbiecin,
- Karolewo,
- Wólka Drążdżewska,
- Zwierzyniec.